# Az éhezők viadala (regény)
Az éhezők viadala (Hunger Games) Suzanne Collins amerikai írónő 2009-ben megjelent regénye, a hasonló című trilógia első kötete. Magyarul 2009. november 26-án jelent meg. A könyvből azonos címmel film is készült, melyet 2012-ben mutattak be.
A könyvet sokan támadták, hogy a történet plagizálja a Battle Royale című regény történetét, de többen kiálltak a könyv mellett azt állítva, hogy a két műnek teljesen más az üzenete.

## Történet
|  | Alább a cselekmény részletei következnek! |

Észak-Amerika romjain ma Panem országa, a ragyogó Kapitólium és a tizenkét távoli körzet fekszik. A Kapitólium kegyetlenül bánik Panem lakóival: minden évben, minden körzetből kisorsolnak egy-egy tizenkét és tizennyolc év közötti fiút és lányt, akiknek részt kell venniük az Éhezők Viadalán. Az életre-halálra zajló küzdelmet élőben közvetíti a tévé. A tizenhat éves Katniss Everdeen egyedül él a húgával és az anyjával a Tizenkettedik Körzetben. Amikor a húgát kisorsolják, Katniss önként jelentkezik helyette a Viadalra, ez pedig felér egy halálos ítélettel. De Katniss már nem először néz farkasszemet a halállal – számára a túlélés a mindennapok része. Ha győzni akar, olyan döntéseket kell hoznia, ahol az életösztön szembe kerül az emberséggel, az élet pedig a szerelemmel.
|  | Itt a vége a cselekmény részletezésének! |

## Fogadtatás
Az éhezők viadala a megjelenését követően nagy kritikai sikert aratott. A kritikai dicséretek mellett az olvasók is pozitívan értékelték a könyvet, nem egy helyen maximális osztályzatot kapott. Emellett az egyre gyarapodó blogszférából is rengeteg pozitív beszámoló látott napvilágot.

## Magyarul
- Az éhezők viadala; ford. Totth Benedek; Agave Könyvek, Bp., 2009